# Evelyn Fox Keller
Evelyn Fox Keller (New York, 20 marzo 1936 – Cambridge, 22 settembre 2023) è stata una fisica statunitense e una femminista. È stata docente di storia e filosofia al MIT.

## Opere
- A Feeling for the Organism: The Life and Work of Barbara McClintock. Freeman, 1983.
- Reflections on Gender and Science. Yale University Press, 1985.
- Three cultures : fifteen lectures on the confrontation of academic cultures, The Hague : Univ. Pers Rotterdam, 1989.
- Secrets of Life/Secrets of Death: Essays on Language, Gender and Science. Routledge, 1992.
- Refiguring Life: Metaphors of Twentieth-century Biology. The Wellek Library Lecture Series at the University of California, Irvine. Columbia University Press, 1995; trad. it. Vita, scienza e cyberscienza, Garzanti, 1996.
- Evelyn Fox Keller e Elisabeth Lloyd, Keywords in Evolutionary Biology, Harvard University Press, 1998  [1992], ISBN 0-674-50313-9.
- Evelyn Fox Keller, The Century of the Gene, Harvard University Press, 2000.
- Evelyn Fox Keller, Making Sense of Life : Explaining Biological Development with Models, Metaphors, and Machines, Harvard University Press, 2002.